# Hunan Awetisjan
Hunan Awetisjan (orm. Հունան Ավետիսյան, ros. Унан Мкртычевич Аветисян; ur. 19 kwietnia?/2 maja 1913 we wsi Caw w Imperium Rosyjskim (ob. Armenia), zm. 16 września 1943 w Kraju Krasnodarskim) – radziecki wojskowy narodowości ormiańskiej, starszy sierżant, odznaczony pośmiertnie Złotą Gwiazdą Bohatera Związku Radzieckiego (1944).

## Życiorys
Urodził się w ormiańskiej rodzinie chłopskiej. Miał wykształcenie podstawowe, był brygadzistą w sowchozie, od 1942 służył w Armii Czerwonej. Uczestniczył w bitwie o Kaukaz, w tym w ponownym wkroczeniu Armii Czerwonej na Kubań i Półwysep Tamański we wrześniu 1943 jako pomocnik dowódcy plutonu 1. kompanii 390. pułku strzelców 89 Dywizji Strzeleckiej w składzie 18 Armii i Frontu Północno-Kaukaskiego w stopniu starszego sierżanta. 
16 września dywizja, w składzie której służył, toczyła walki o wyzwolenie rejonu wierchniebakańskiego w Kraju Krasnodarskim, a 1. kompania 390. pułku strzelców walczyła o zdobycie bunkrów zajmowanych przez niemieckich żołnierzy. Według oficjalnej wersji wydarzeń Awetisjan podczołgał się do jednego z bunkrów i obrzucił go granatami, po czym pluton rozpoczął natarcie, jednak został zatrzymany przez ogień karabinu maszynowego z innego bunkra. Wówczas Awetisjan kazał żołnierzom plutonu blokować bunkier, a sam wczołgał się do niego, by zniszczyć go granatami. Został jednak odkryty przez Niemców i ciężko raniony w ramię. Mimo że obficie krwawił, rzucił granat, jednak niemiecki żołnierz nadal strzelał z karabinu maszynowego. Wtedy Awetisjan rzucił się na ambrazurę i zasłonił ją swoim ciałem, po czym zginął. Rozentuzjazmowani jego wyczynem żołnierze poderwali się do ataku i wypełnili zadanie bojowe. 16 maja 1944 Awetisjan pośmiertnie otrzymał tytuł Bohatera Związku Radzieckiego i Order Lenina.